# Dicranomyia signatella
Dicranomyia signatella är en tvåvingeart som beskrevs av Jaroslav Stary och Amnon Freidberg 2007. Dicranomyia signatella ingår i släktet Dicranomyia och familjen småharkrankar. Inga underarter finns listade i Catalogue of Life.